# Оболенське (Жуковський район)
Оболенське (рос. Оболенское) — село в Жуковському районі Калузької області Російської Федерації.
Населення становить 57 осіб. Входить до складу муніципального утворення Село Високиничі.

## Історія
Від 2004 року входить до складу муніципального утворення Село Високиничі

## Населення
| 2002 | 2010 |
| ---- | ---- |
| 63   | ↘57  |